# Cipot
Cipot je priimek v Sloveniji, ki ga je po podatkih Statističnega urada Republike Slovenije na dan 1. januarja 2010 uporabljalo 267 oseb in je med vsemi priimki po pogostosti uporabe uvrščen na 1.534. mesto. Cipot je zelo pogost v Prekmurju. Beseda cipot pomeni hlebec v prekmurščini. 

## Znani nosilci priimka
- Bojana Cipot, diplomatka
- Boris Cipot (1952–2022), novinar
- Fabijan Cipot (*1976), nogometaš
- Juri Cipot (1794–1834), evangeličanski duhovnik in pisatelj
- Kai Cipot (*2001), nogometaš
- Rudi Cipot (*1949), matematik, fizik in politik (poslanec)
- Rudolf Cipot (1825—1901), evangeličanski duhovnik in pisatelj
- Tina Cipot Mal, novinarka
- Tio Cipot (*2003), nogometaš
- Zoltan Cipot (1859–1923), zdravnik, prvi predstojnik murskosoboške bolnišnice (1893-)